# アマエル・モワナール
アマエル・モワナール（Amaël Moinard、1982年2月2日 - ）は、フランス、シェルブール出身の自転車競技（ロードレース）選手。

## 経歴
2005年
- コフィディスと契約を結んでプロ転向。

2006年
- ジロ・デ・イタリア初出場、総合112位。

2008年
- ツール・ド・フランス初出場、総合15位。

2009年
- ブエルタ・ア・エスパーニャ初出場、総合18位。

2010年
- パリ〜ニース山岳賞&区間1勝(第7ステージ)

2011年
- BMC・レーシングに移籍。

2014年
- ツール・デュ・オー・ヴァル 区間優勝(第2ステージ)

2018年
- フォルテュネオ・サムシックに移籍。